# Teatro en Honduras
El teatro es la rama del Artes escénicas relacionadas con la actuación, que representa historias frente a una audiencia usando una combinación de discurso, gestos, escenografía, música, sonido y espectáculo. Es también el género literario que comprende las obras concebidas para un escenario, ante un público. En el continente América|americano ha existido el teatro desde mucho antes de la conquista, durante la colonización se difundió el teatro europeo y se mezcló con el teatro precolombino.
Los pueblos originarios de América tenían sus propios rituales, festivales y ceremonias que incluían bailes, cantos, poesías, canciones, escenificaciones teatrales, mimos, acrobacias y espectáculos de magia. 
Los actores eran entrenados, usaban disfraz|disfraces, máscaras, maquillaje y pelucas. También construyeron plataformas para mejorar la visibilidad y los escenarios eran decorados con objetos naturales.
Los europeos utilizaron la herencia teatral americana para su misión evangelizadora. Durante los primeros cincuenta años después de la Conquista de América, los misioneros usaron ampliamente el teatro para propagar la doctrina cristiana a la población indígena, acostumbrada a los espectáculos visuales y orales.
En Honduras históricamente se practica teatro europeo desde el siglo XVI, la primera presentación teatral en Honduras fue el Diablo Cojuelo, una obra del dramaturgo y novelista español Luis Vélez de Guevara, la presentación se llevó a cabo en 1750, al aire libre, en la ciudad de Comayagua.
Seguidamente se construyeron diversos teatros, hasta que en 1905 el presidente Manuel Bonilla decretó la construcción de un teatro nacional, más que un teatro, un coliseo, donde los capitalinos pudieran presenciar teatro, ópera, zarzuela y danza a la europea. En 1915 se concluyó la construcción del teatro nacional, que se llamó finalmente Teatro Nacional Manuel Bonilla en honor al presidente que decretó su construcción.

## Teatristas Hondureños
En teatro sobresalen las obras del padre José Trinidad Reyes Sevilla fundador de la Universidad Nacional Autónoma de Honduras.
Ramón Amaya Amador creó varias obras de teatro "La Peste Negra", "Las Chapetones" y una llamada "La Mujer Mala" en 1950 
Hoy en día sobresalen las obras del renombrado Tito Ochoa con el grupo teatral Memorias.
Las producciones de Fredy Ponce,
Rafael Murillo Selva, su obra "Loubavagu" o "El Otro Lado Lejano" ha sido representada en más de mil ocasiones en festivales artísticos alrededor del planeta.
El poeta Daniel Laínez escribió la obra “Timoteo se divierte” en 1946 y la obra "Un hombre de influencia" en 1956.
El licenciado egresado de la Universidad Nacional de Colombia: Edilberto Borjas y su obra teatral "Ave de mal agüero" protagonizada por el actor Moisés David Romero. 

En la actualidad, los colectivos teatrales de mayor vida están en la capital como ser:La Compañía de Teatro Ekela Itzá dirigida por Fredy Ponce, Teatro Memorias dirigido por Tito Ochoa, TTT dirigido por Mario Jaén, Grupo Teatral Bambú, Teatro Laboratorio de Honduras y Grupo de Teatro Imágenes que dirige Armando Valeriano. En El Progreso, Yoro, Teatro la fragua y San Pedro Sula, Cortes, Círculo Teatral Sampedrano, dirigido por Francisco Saybe, Proyecto Teatral Futuro, dirigido por Damario Reyes, y La Teatral Sampedrana, dirigida por Manuel Bonilla , Electra Teatral, Teatro Venus, proyecto teatral Nómada, compañía teatral Quimera, Electra Teatral.
Algunos actores, actrices y directores hondureños son, Edy Barahona, Moisés David Romero, Isidro España, Francisco Molina, Eleazar Úbeda, Johel Perla, Magda Alvarado, Elisa Logan, Hermes Reyes, Dax Marcell, Hermes Zelaya, Edilberto González, Guillermo Fernández QDDG, Luis Joel Rivera, José Ramón Inestroza, Rigoberto Fernández, Mario Jaén, José Luis Recinos, Armando Valeriano, Damario Reyes, José Francisco Saybe, Manuel Bonilla, Reiniery Andino, Delmer López, Javier Flores, Sandra Herrera, Oscar Lemus, Oscar Zelaya, Oscar Barahona, David Martínez, Fredy Ponce Rivas Tito Estrada, Ybis Zelaya, Lourdes Ochoa, Elena de Larios, Maricela Nolasco, Susan Arteaga, Alba Luz Rogel, Cecilia Pavón, Lucy Ondina, Leonardo Montes de Oca (mimo), Roberto Becerra, Roberto Carlo Rivera, Benjamín Segura, Mariela Zavala, Felipe Acosta, Alonzo Baires, Emma Martínez, Jorge Osorto, Javier Suazo, Los hermanos cerna Mazier, Fernel Castro, Kelly Salinas, Stephany Villatoro, Yasneli Godoy, Karina Nelsón,Ishtar Paz, Isis Chávez, Ana Barrientos, Julissa Nuñez, Alejandra Crutie, Gary Nazar, Ludim Ayala, Carolline Álvarez, María Dubon, Vera Guillen, Fabricio Raudales.

## El Teatro Universitario en Honduras
En Honduras, el teatro universitario inicia el 2 de julio de 1958 con la fundación del Teatro Universitario de la Universidad Nacional Autónoma de Honduras, dirigido originalmente por el actor, dramaturgo y director Francisco Salvador. El Teatro Universitario de Honduras presentaría las siguientes obras: en 1958 presentó "Entremeses" de Miguel de Cervantes, "Joyas del teatro" obra compuesta por extractos de Calderón de la Barca, William Shakespeare, Albert Camus y Sergio Magaña, "Joven Presidente" de Salvador Novo y, "El niño y el gato" de Federico García Lorca; en 1959 se montó "La prostituta respetuosa" de Jean-Paul Sartre, "Las manos de Euridice" de Pedro Bloch, "Un caballero de industria" de Alonso Brito y "Las cosas simples" de Héctor Mendoza; en 1960, se presenta "La calle del sexo verde" de Hugo Carrillo y "El que recibe las bofetadas" de Leonidas Andreiev; finalmente, en 1961 se presenta "La zapatera prodigiosa" de Federico García Lorca.

## Obras de Teatro Hondureñas
- "Los diezmos de Olancho" de Daniel Medardo Mejía trilogía formada por tres obras: "Chinchoneros", "Medinón y La Ahorcancina".
- "La Mujer Mala", de Ramón Amaya Amador, 1959.
- "Timoteo se divierte", de Daniel Laínez, 1946.
- "Manicomio " de Daniel Laínez

. Santiago, escrita por Alexander Gardner 2010
- "Un hombre de influencia", de Daniel Laínez, 1956.
- "Los Conspiradores" de Luis Andrés Zúñiga.

. Anoche llegaste tarde. escrita por Alexander Gadner escrita 2015
- "Loubavagu" o "El Otro Lado Lejano", de Rafael Murillo Selva, 1980.
- "Teatro: 5 obras para poner en escena"[2] de Damario Reyes, Regalo para mi marido 1992, El Gordito 2005, El gran adivino escrabajo 2002, El Chamanhn 2013 y El sui-SIDA. 2011.
- "Cleopatra", de Johel Perla, 2009.
- "Cuatro letras" de Mario Jaén
- "Sopita de amor" de Tito Estrada
- "Manicomio" de Isidro España
- "Siete muecas" (9 obras) Candelario Reyes, 1984
- En el jardín, Luis Joel Rivera, 2008
- "Un día en la Tierra" de Rubén Izaguirre
- "La rebelión de los títeres" de Rubén Izaguirre
- "El circo" de Rubén Izaguirre
- "La niña quiere ver TV" de Tito Ochoa
- "El señor de la sierra" y "Detrás de las Letras" de Armando Valeriano
- "En Busca del Hombre Perfecto", de Johel Perla, 2012.
- "Culpable" (Primer lugar como mejor historia escrita del II festival Centro Americano de teatro juvenil en 1999) de Manuel Bonilla.

## Salas y espacios alternativos para Teatro en Honduras
Los teatros nacionales ordenados cronológicamente son los siguientes:
- Teatro Nacional Manuel Bonilla en Tegucigalpa, M.D.C. (1915).
- Teatro José Francisco Saybe en San Pedro Sula.
- La Casa del Teatro Memorias. Centro de Tegucigalpa
- Teatro Millenium en Comayagüela, D.C.
- Teatro Nicolás Avellaneda, Comayagüela, D.C.
- Teatro Renacimiento.
- Teatro La Reforma.(extinto).
- Sala de Teatro Padre Trino, en la UNAH
- Centro Cultural Bambú (Tegucigalpa).
- Auditorio del Museo de la Identidad (Tegucigalpa).
- Sala de teatro del Centro Cultural Infantil (CCI) de San Pedro Sula.
- Centro Cultural Sampedrano (sala #1 y #2).
- Sala de Teatro / Academia de Danza SOAM.
- Sala de Teatro La Fragua, El Progreso, Yoro.
- Auditorio Los Zorzales, San Pedro Sula.
- Auditorio Escuela de Aplicación Musical, Colonia los Alpes, San Pedro Sula.
- Auditorio Municipal del Redondel de los Artesanos, Tegucigalpa, M.D.C.
- Auditorio Museo de Antropología e Historia (Honduras) de San Pedro Sula.
- Centro de Artes Sampedrano, Col. Satélite, San Pedro Sula.
- Musical Garage (Los Alpes, San Pedro Sula).
- Auditorio de la Escuela Internacional Sampedrana.
- Auditorio de Universidad Privada de San Pedro Sula.
- Auditorio de UTH.
- Sala Premium Comercial, Canela y Trigo (El Progreso).
- Casa de la cultura de Santa Rosa de Copán.
- Casa de la cultura de La Lima.
- Casa de la cultura de El Progreso.
- Casa de la cultura de Tela, Atlántida.
- Casa de la Cultura de El Paraíso.
- Casa Valle, Choluteca.
- Casa de la Cultura de La Paz.
- Centro Cultural de España en Tegucigalpa.

## Centros Principales de Formación Teatral
Los centros de formación teatral son los siguientes:
- Escuela Nacional de Arte Dramático (Tegucigalpa, MDC)
- Teatro La Fragua (El Progreso, Yoro) el Progreso
- Centro de Capacitación en Artes Escénicas (CC-ARTES) San Pedro Sula[3]
- Departamento de Arte – UNAH
- Carrera de Arte – Universidad Pedagógica Nacional Francisco Morazán (UPNFM)

## Grupos de teatro en Honduras
Entre los grupos de teatro de Honduras tenemos los siguientes:
En orden alfabético
- Arteatro las dos nubes
- Café Teatral - San Pedro Sula
- Círculo Teatral Sampedrano

```
Asociación Cultural Mitología Ceibeña. La Ceiba 
```

- Compañía de Teatro Ekela Itzá
- Fundación Teatro Camino Real
- Grupo Artístico Lenin Castellanos (GALeC) de la ciudad de Tela, departamento de Atlántida.
- Grupo Dramático de Tegucigalpa
- Grupo Teatral Antifaz
- Grupo Teatral Bambú
- Grupo de Teatro Imágenes
- La Mocegada
- Los Cómicos.
- Pastoral de Teatro Bethel, de la parroquia San José de Ocotepeque
- Proyecto Teatral Futuro (P.T.F) San Pedro Sula[4] www.proyectoteatralfuturo.org
- Sistema Nacional de Cultura
- Sociedad Artística Hijos de Áuril, de la ciudad de El Progreso, departamento de Yoro.
- La Teatral Sampedrana.
- Teatro Bahía, de la ciudad de Tela, Atlántida
- Teatro Bonsái, Puerto Cortés.
- Teatro Cultura Limeña ( La Lima)
- Teatro Cultura Limeña de la ciudad de La Lima, Cortés.
- Teatro de La Farándula
- Teatro La Cantera/Lanigi Mua
- Teatro La Fragua
- Teatro La Máscara
- Teatro La Siembra, municipio de Trinidad, Santa Bárbara
- Teatro Laboratorio de Honduras (TELAH)
- Teatro Latino
- Teatro Memorias[5]
- Teatro Sombra Roja
- Teatro Taller Tegucigalpa (TTT)
- Electra Teatral
- Colectivo CATA
- Compañía Teatral Quimera
- Proyecto Escénico Sueños
- proyecto escénico ideas
- Teatro Caja Negra
- Teatro Venus
- Angie Estudio
- Teatro de los tres
- Colectiva Etéreas